# Monteleone Rocca Doria
Monteleone Rocca Doria ist eine italienische Gemeinde (comune) mit 103 Einwohnern (Stand 31. Dezember 2023) in der Metropolitanstadt Sassari auf Sardinien. Die Gemeinde liegt im Norden der Insel am Invaso Alto Temo und etwa 28 Kilometer südlich von Sassari.

## Verkehr
Durch die Gemeinde führt die Strada Statale 292 Nord Occidentale Sarda von Alghero nach Oristano.

## Einzelnachweise

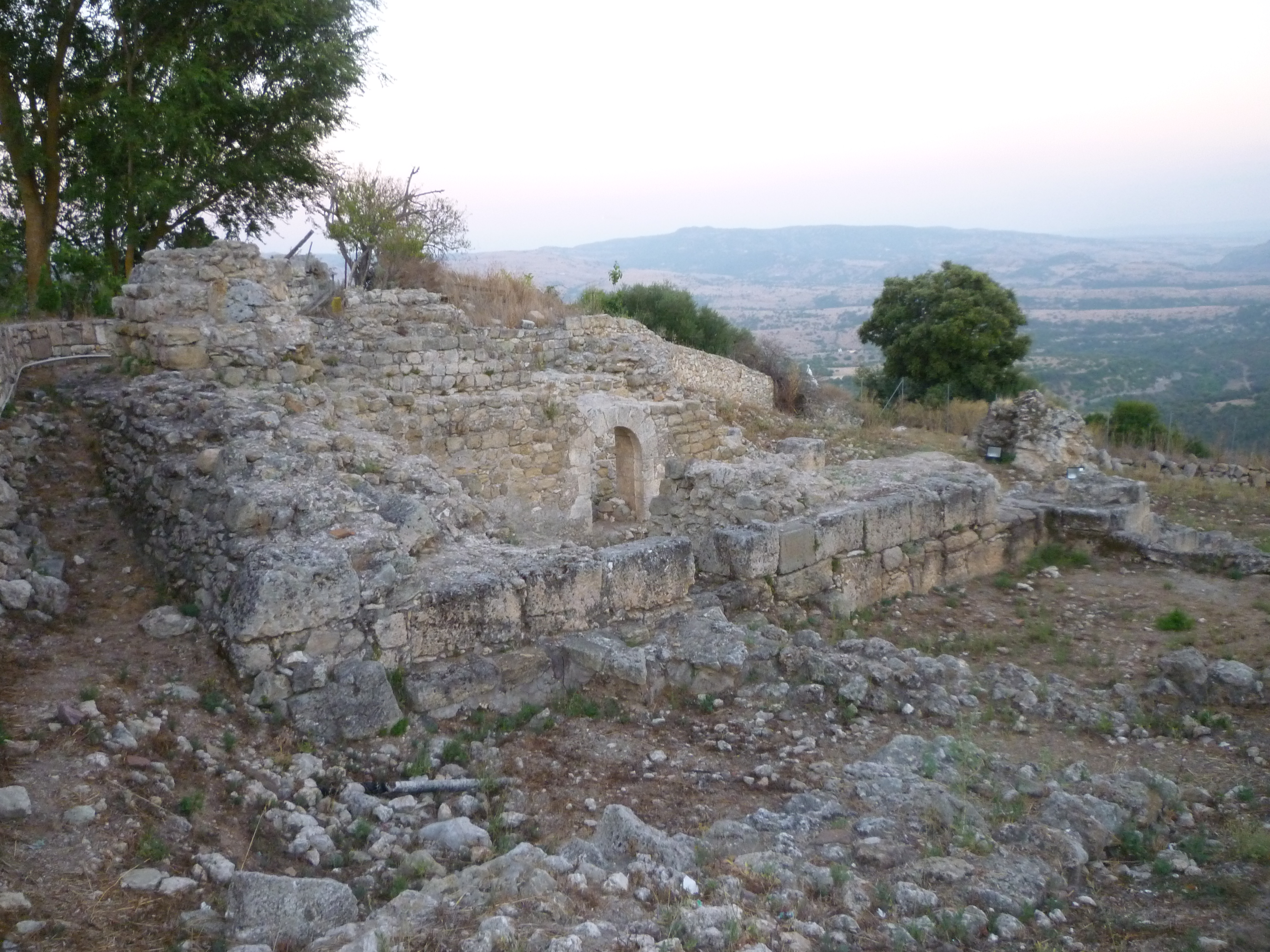
Ruine der Burg der Doria